# Trading de flux d'ordres
Le trading de flux d'ordres appelé trading order flow est une stratégie de trading et également d'analyse utilisée par les traders sur les marchés. D'autres formes populaires d'analyse de marché/trading incluent l'analyse technique, l'analyse des sentiments et l'analyse fondamentale.
Le trading de flux d'ordres est le processus d'analyse du flux de transactions effectuées par d'autres traders sur un marché spécifique tel que les Futures. Le trading de flux d'ordres se fait en analysant le carnet d'ordres et également les graphiques d'empreinte (footprint). L'analyse du flux d'ordres permet aux traders de voir quel type d'ordres sont passés à un moment donné sur le marché à la seconde près, par exemple le montant des ordres d'achat et de vente à un prix donné.
L’analyse du flux d’ordres permet aux traders d’observer l’impact des ordres exécutés sur le prix du marché, ce qui leur donne des indices sur la direction future des prix. Cette méthode est utilisée pour anticiper les mouvements à court terme, en se basant sur les achats et ventes récents. L'order flow est donc une stratégie de court terme visant à entrer avec précision dans le marché.

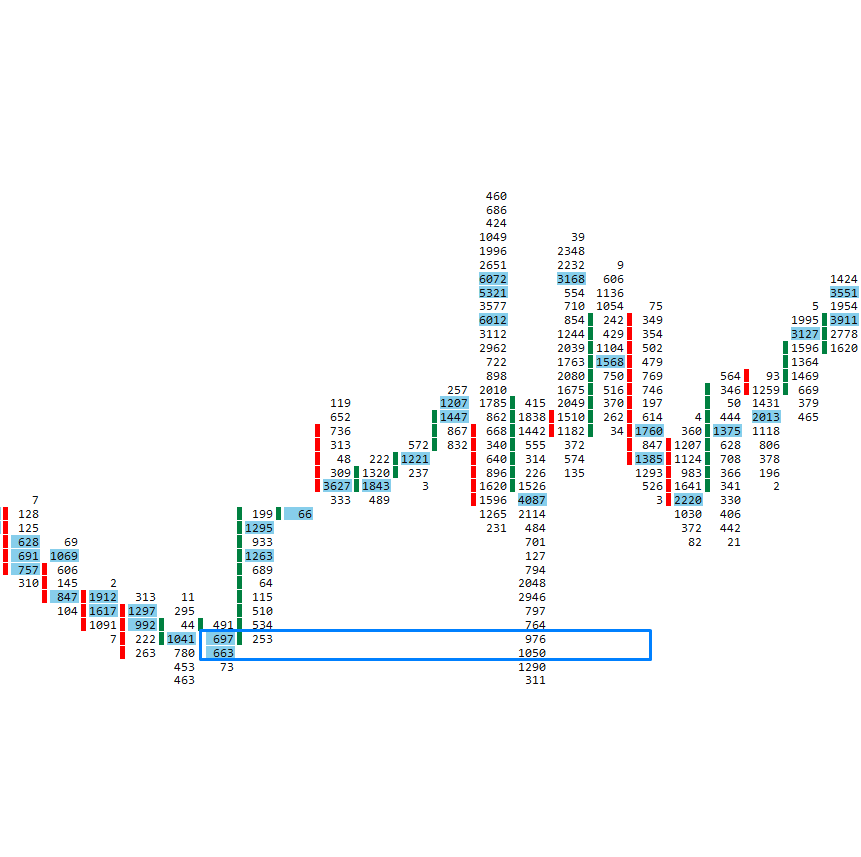
Graphique d'empreinte montrant les tendances et les inversions

## Bougies d'empreinte de lecture
Les chiffres sur le côté gauche d'une bougie d'empreinte indiquent le volume/montant des ordres de vente exécutés, les chiffres sur le côté droit d'une bougie d'empreinte indiquent le volume/montant des ordres d'achat exécutés, les bougies d'empreinte se lisent en diagonale vers le haut et vers la droite. Par exemple, un ordre de vente sur le côté gauche est comparé à un ordre d'achat un tick plus haut, en diagonale vers la droite de celui-ci.

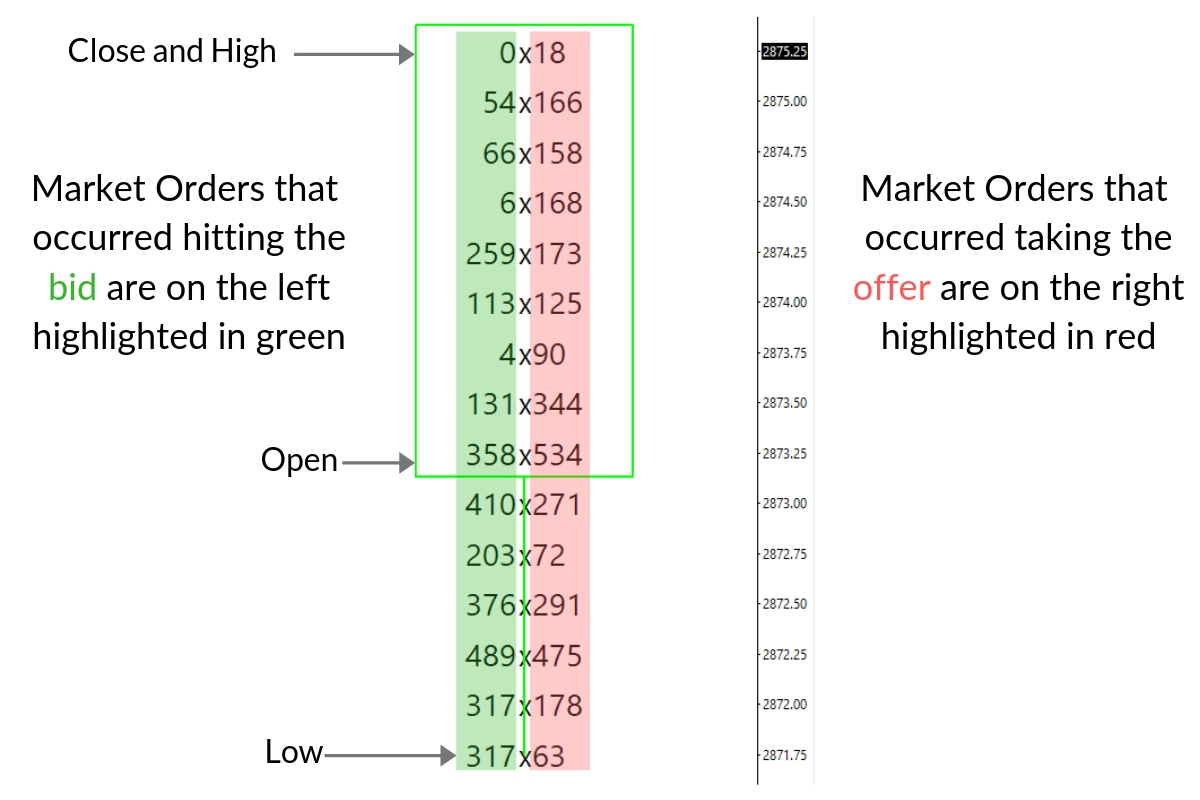
Bougie empreinte de pas

## Détail de l'analyse du flux de commandes
- Ordres d'achat ou de vente importants en cours d'exécution
- qui a le contrôle, les acheteurs ou les vendeurs
- volume
- VPOC : (point de contrôle du volume) le point auquel le volume négocié est le plus élevé dans la bougie
- quelle est la taille de chaque ordre d'achat ou de vente
- ordres à cours limité, disponibles sur DOM (profondeur de marché) ou carnet d'ordres[2].

L'analyse du flux d'ordres montre le volume d'acheteurs et de vendeurs à un prix spécifique et à un moment donné, elle peut également montrer l'accumulation d'ordres en attente d'être exécutés à différents niveaux de prix. Sur les graphiques en chandeliers, cela est montré plus largement par des chandeliers individuels . Cependant, les carnets d'ordres et les graphiques d'empreinte montrent les ordres d'achat et de vente individuels placés dans ces chandeliers et donnent donc une vue plus approfondie des micro-mouvements de prix. Les traders de flux d'ordres peuvent voir à la fois les ordres à cours limité et les ordres au marché placés, les graphiques d'empreinte montrent uniquement les ordres au marché exécutés et montrent donc le volume réel des acheteurs et des vendeurs. Les ordres à cours limité sont des points de prix où les traders ont ordonné d'acheter ou de vendre une action. Ces ordres ne seront pas exécutés à moins que le prix du marché n'atteigne leur point de prix d'ordre à cours limité,. Ces ordres ne sont pas affichés sur les graphiques en chandeliers et ne peuvent être vus que sur les carnets d'ordres. Une fois ces ordres exécutés, ils se transforment en ordres de marché qui sont ensuite affichés sur le graphique.
Le marché est divisé en deux acteurs: les acheteurs et les vendeurs. En order flow, on parle d'affrontement entre les deux, une bataille permanente dans laquelle les trader orderflow vont venir se positionner en quelques secondes lorsqu'ils voient des impulsions ou corrections venant via les ordres passés par une des deux équipes.

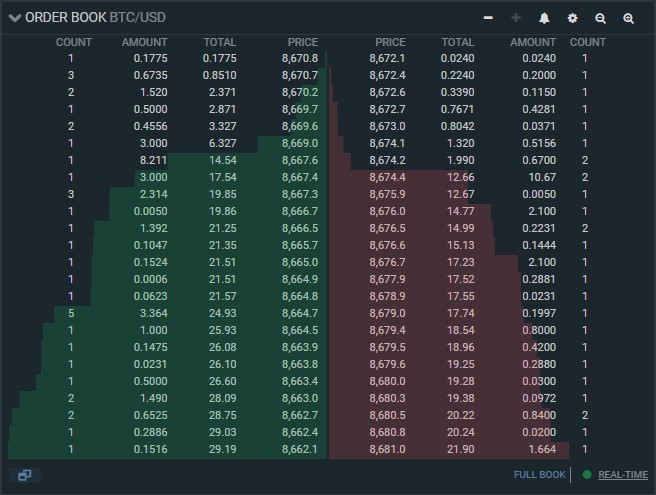
Carnet d'ordres/Profondeur du marché

Les traders peuvent voir les niveaux de support et de résistance en fonction de la taille des ordres d'achat et de vente. Sur un graphique d'empreinte, ceux-ci sont représentés par des déséquilibres d'achat et de vente. Un déséquilibre d'achat nous indique qu'il y a beaucoup plus d'acheteurs que de vendeurs à ce niveau de prix, indiquant des niveaux de support potentiels. Un déséquilibre de vente montre qu'il y a beaucoup plus de vendeurs que d'acheteurs à ce niveau de prix et cela peut indiquer un point de résistance potentiel. Le volume des acheteurs et des vendeurs est également utilisé pour indiquer les inversions de tendance potentielles et constitue une stratégie que certains traders de flux d'ordres appliqueront aux graphiques d'empreinte.

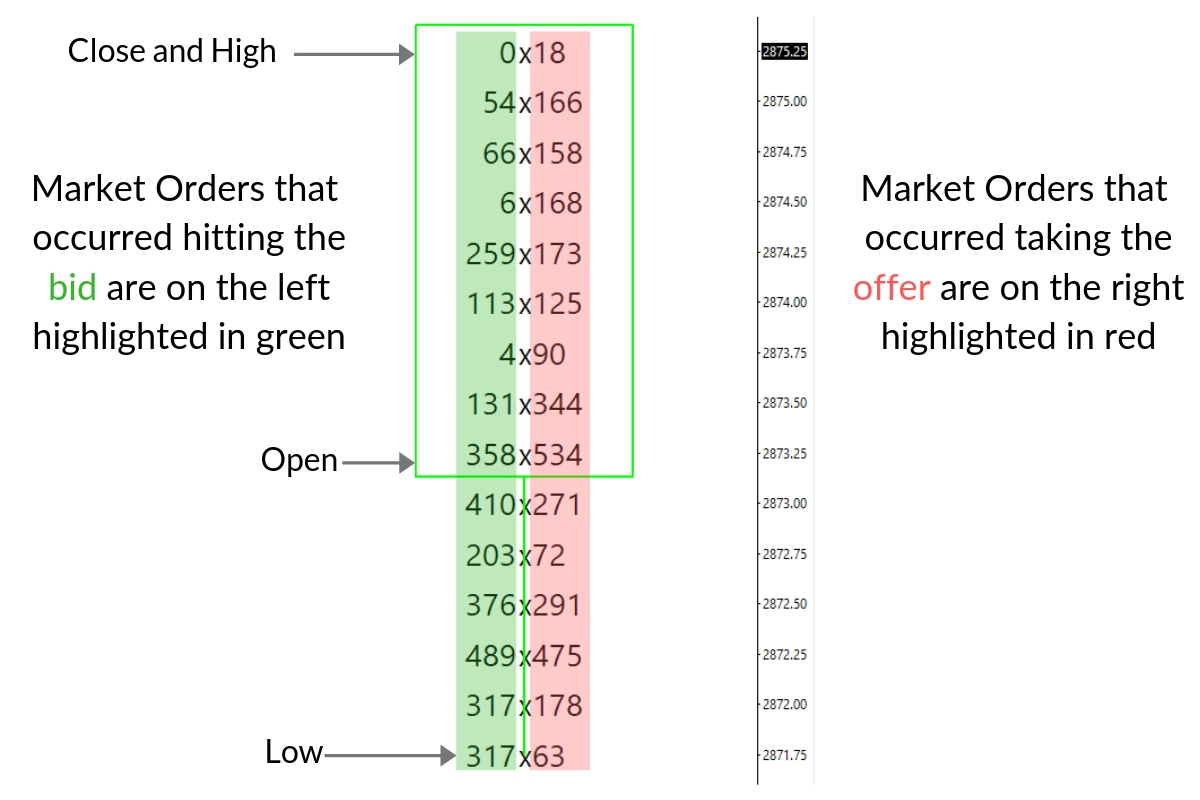
Affiche les ordres d'achat et de vente individuels exécutés à chaque prix

Les ordres frauduleux ou Spoofing se produisent lorsque les traders placent des ordres à certains prix, puis annulent ces ordres juste avant leur exécution. Ils sont utilisés pour tromper d'autres traders en leur faisant analyser de faux niveaux de support et de résistance.